# ب‌ام‌و ۳۴۰
ب‌ام‌و ۳۴۰ (BMW ۳۴۰) خودرویی است که در سال‌های ۱۹۴۹ تا ۱۹۵۳ به تعداد ۲۱،۲۵۰ در آیزناخ و جمهوری دمکراتیک آلمان تولید شده‌است.
طراحی آن خودروهای موتور جلو-محور عقب بوده طول آن در حالت طبیعی ۴٬۶۰۰ میلیمتر (۱۸۰ اینچ)، عرض آن در حالت طبیعی ۱٬۷۷۰ میلیمتر (۷۰ اینچ)، ارتفاع آن در حالت طبیعی ۱٬۶۳۰ میلیمتر (۶۴ اینچ)و وزن آن در حالت طبیعی ۱٬۲۰۰ کیلوگرم (۲٬۶۰۰ پوند) است.
موتور آن ۱۹۷۱ سی‌سی سامانه جعبه‌دندهٔ آن به صورت دستی است.